# Sean Davis (soccer)
Pour les articles homonymes, voir Sean Davis.
Sean Davis, né le 30 septembre 1995 à Long Branch dans le New Jersey, est un joueur américain de soccer. Il joue au poste de milieu de terrain au Nashville SC en MLS.
C'est le fils de la célèbre youtubeuse et tiktokeuse, Cooking with Lynja.

## Biographie
Le 11 décembre 2014, Sean Davis signe un contrat Home Grown Player avec son club formateur et rejoint les rangs professionnels des Red Bulls.

## Palmarès
Avec les Red Bulls de New York, il remporte à deux reprises le Supporters' Shield, en 2015 et 2018.
Avec le Galaxy de Los Angeles, il remporte la Coupe de la Major League Soccer en 2024.